# Sparkasse Freiburg-Nördlicher Breisgau
Die Sparkasse Freiburg-Nördlicher Breisgau (häufig abgekürzt mit Sparkasse Freiburg n. B.) ist ein Kreditinstitut mit Sitz in Freiburg im Breisgau.

## Organisationsstruktur
Die Sparkasse Freiburg-Nördlicher Breisgau wurde am 15. Januar 1827 gegründet und ist eine rechtsfähige Anstalt des öffentlichen Rechts.
Sie betreibt grundsätzlich alle banküblichen Geschäfte, soweit es das Sparkassengesetz Baden-Württemberg, die daraus resultierenden Rechtsverordnungen oder die Satzung der Sparkasse vorsehen.
Träger sind die kreisfreie Stadt Freiburg im Breisgau sowie 34 Städte und Gemeinden der Landkreise Emmendingen und Breisgau-Hochschwarzwald.

## Geschäftszahlen
Die Sparkasse Freiburg-Nördlicher Breisgau wies im Geschäftsjahr 2023 eine Bilanzsumme von 8,365 Mrd. Euro aus und verfügte über Kundeneinlagen von 6,133 Mrd. Euro. Gemäß der Sparkassenrangliste 2023 liegt sie nach Bilanzsumme auf Rang 37. Sie unterhält 39 Filialen/Selbstbedienungsstandorte und beschäftigt 980 Mitarbeiter.